# Бейсугское сельское поселение
Бейсу́гское сельское поселение — муниципальное образование в Выселковском районе Краснодарского края России.
В рамках административно-территориального устройства Краснодарского края ему соответствует Бейсугский сельский округ.
Административный центр — посёлок Бейсуг.

## Население
| 2010  | 2012  | 2013  | 2014  | 2015  | 2016  | 2017  |
| ----- | ----- | ----- | ----- | ----- | ----- | ----- |
| 5024  | →5024 | ↘5011 | ↗5090 | ↗5091 | ↘5043 | ↘4972 |
| 2018  | 2019  | 2020  | 2021  | 2023  |       |       |
| ↘4962 | ↘4902 | ↘4857 | ↗5117 | ↘5038 |       |       |

## Населённые пункты
В состав сельского поселения (сельского округа) входят 3 населённых пункта:
| № | Населённый пункт  | Тип населённого пункта | Население (чел.) |
| - | ----------------- | ---------------------- | ---------------- |
| 1 | Бейсуг            | посёлок                | ↘2480            |
| 2 | Александроневская | станица                | ↘739             |
| 3 | Новодонецкая      | станица                | ↘1805            |